# سی‌جی ساپونگ
چارلز «سی‌جی» نانا کوابنا ساپونگ (انگلیسی: Charles "CJ" Nana Kwabena Sapong؛ زادهٔ ۲۷ دسامبر ۱۹۸۸) بازیکن فوتبال اهل ایالات متحده آمریکا است.